# 日本とセントルシアの関係
日本とセントルシアの関係（にほんとセントルシアのかんけい、英語: Japan–Saint Lucia relations） では、日本とセントルシアの関係について概説する。

## 両国の比較
|               | セントルシア               | 日本                           | 両国の差                       |
| ------------- | -------------------------- | ------------------------------ | ------------------------------ |
| 人口          | 18万2790人（2019年）       | 1億2626万人（2019年）          | 日本はセントルシアの約690.7倍  |
| 国土面積      | 620 km²                    | 37万7972 km²                   | 日本はセントルシアの約609.6倍  |
| 人口密度      | 298 人/km²（2018年）       | 347 人/km²（2018年）           | 日本はセントルシアの約1.2倍    |
| 首都          | カストリーズ               | 東京都                         |                                |
| 最大都市      | カストリーズ               | 東京都区部                     |                                |
| 政体          | 立憲君主制                 | （民主制）議院内閣制           |                                |
| 公用語        | 英語                       | 日本語（事実上）               |                                |
| 通貨          | 東カリブ・ドル             | 日本円                         |                                |
| 国教          | なし                       | なし                           |                                |
| 人間開発指数  | 0.747                      | 0.919                          |                                |
| 民主主義指数  | ‐                          | 7.99                           |                                |
| GDP（名目）   | 21億2245万米ドル（2019年） | 5兆819億6954万米ドル（2019年） | 日本はセントルシアの約2394.4倍 |
| 一人当たりGDP | 11611.4米ドル（2019年）    | 40246.9米ドル（2019年）        | 日本はセントルシアの約3.5倍    |
| 経済成長率    | 1.7%（2019年）             | 0.7%（2019年）                 |                                |
| 軍事費        | -（2019年）                | 476億902万米ドル（2019年）     |                                |
| 地図          |                            |                                |                                |

## 歴史
1979年2月22日、セントルシアはイギリスから独立。同年3月9日、日本はセントルシアを国家承認。1980年1月11日には外交関係が樹立され、1981年より日本側はポートオブスペインの在トリニダード・トバゴ日本国大使館が同国を兼轄するようになった。一方、セントルシアは駐日大使館を設置していない。

## 外交

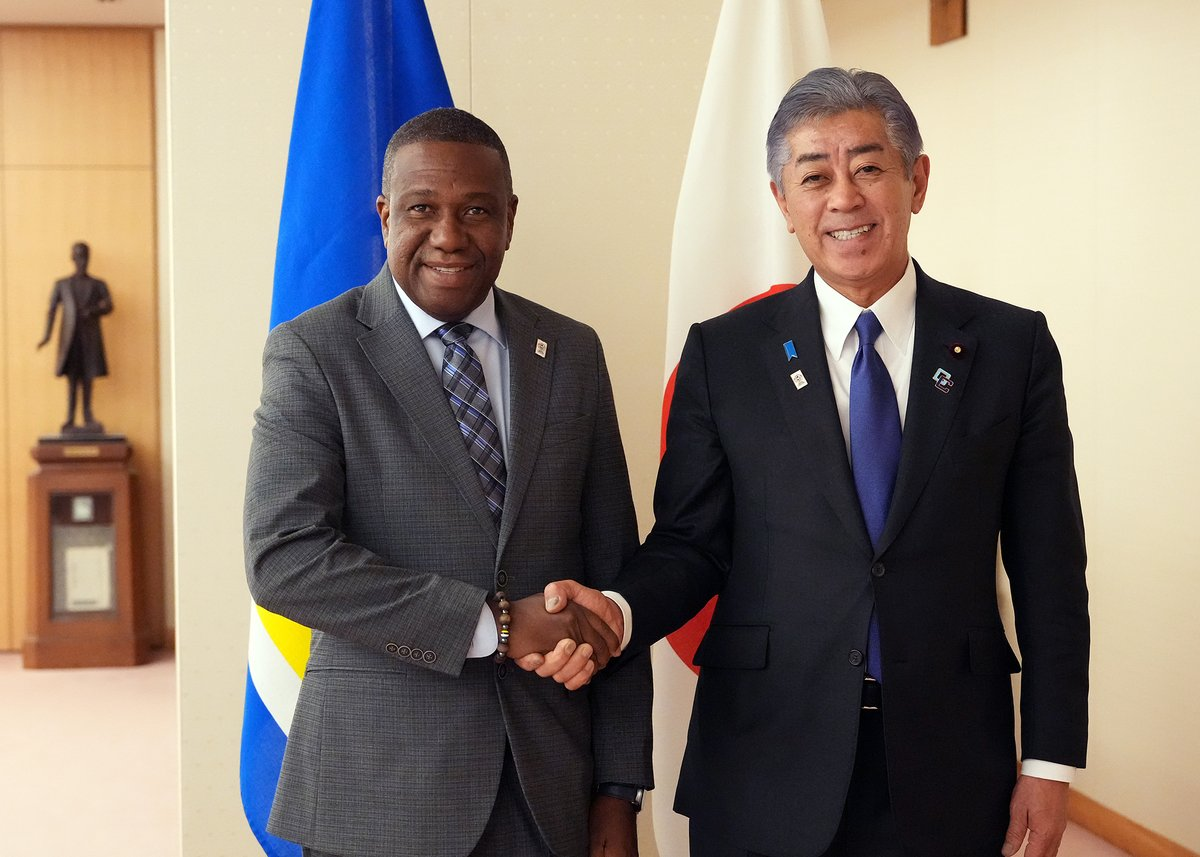
日・セントルシア外相会談（2024年12月14日）

開発援助を通じて友好的な関係が維持されている。ただし両国は地理的・歴史的に接点が少ないため、交流はさほど緊密ではないのが現状である。
1986年、初代セントルシア首相であるジョン・コンプトンが訪日して、友好関係の基礎を築いた。彼は1990年11月にも平成の即位の礼の為に訪日し、続く1998年6月にはケニー・アンソニーが首相として日本を訪れた。2010年には日本で開催されるカリコム外相会談出席のため、セントルシア外務・国際貿易・投資相のルフス・ジョージ・ブースケが訪日し、岡田克也外務大臣と二国間外相会談を実施した。
一方、日本からは2010年に外務副大臣の武正公一が中南米歴訪先の一国としてセントルシアを選び、2013年には同じく外務副大臣の鈴木俊一がカリブ海諸国で唯一セントルシアを訪問した。2015年1月には外務大臣政務官の宇都隆史がセントルシアを訪問し、同年5月には外務副大臣の中山泰秀がジャマイカと並んでセントルシアを訪問した。2017年には外務副大臣の薗浦健太郎がセントルシアを含む中南米諸国を歴訪し、2018年には経済産業大臣政務官として初めて平木大作がセントルシアを訪れた。傾向としては、外務副大臣のセントルシア訪問が多い。
また、2014年に安倍晋三はトリニダード・トバゴを訪れているが、その際にはケニー・アンソニーと懇談を行っている。

## 経済関係
日本は2017年までに100億円以上の経済援助を実施、2017年にはさらなる経済支援のための無償資金協力に関する書簡がカストリーズで交換された。支援内容としては、カリブ海諸国の例に漏れずセントルシアは小さな島国でハリケーンといった災害に脆弱であることから防災インフラに関係するものや、水産面での支援が多い。代表的なものは、災害に備えた「カルデサック流域橋梁架け替え計画（15.3億円）」やカストリーズ首都圏に水産物を供給する拠点整備としての「アンス・ラ・レイ水産施設整備計画（5.36億円）」、漁獲物の鮮度保持のための「ビューフォート水産複合施設建設計画（10.08億円）」などが挙げられる。
2019年のセントルシアの対日貿易は、対日輸出152万円と国家間の貿易としてはごく小規模であり、一方で対日輸入は14.5億円となっている。主要な輸出品目は蒸留酒であり、アドミラル・ロドニーなどがセントルシア産蒸留酒として人気を博している。一方、日本からの輸入品は自動車や原動機など。